# Rio Figheş
O Rio Figheş é um rio da Romênia, afluente do Putna Întunecoasă, localizado no distrito de Harghita.